# Hradec (Havlíčkův Brod-i járás)
Hradec település Csehországban, a Havlíčkův Brod-i járásban. Hradec Prosíčka (Havlíčkův Brod-i járás), Pavlov, Ostrov, Ledeč nad Sázavou és Kozlov településekkel határos. Lakosainak száma 274 fő (2024. január 1.).

## Népesség
A település lakosságának változását az alábbi diagram mutatja:
| Lakosok száma | 497  | 393  | 380  | 289  | 266  | 232  | 238  | 243  | 256  | 274  |
|               | 1869 | 1890 | 1921 | 1950 | 1980 | 2001 | 2017 | 2019 | 2022 | 2024 |